# Nomzamo Mbatha
Nomzamo Mbatha, née le 13 juillet 1990, est une actrice sud-africaine, personnalité de la télévision, femme d'affaires et militante des droits de l'homme.

## Jeunesse et formation
Nomzamo Mbatha, née le 13 juillet 1990 dans le canton de KwaMashu à environ  21 km par la route, au nord-ouest de la ville de Durban, dans la province du KwaZulu Natal, est d'ethnie zouloue.
Elle fréquente l'école primaire Rippon à Durban et l'école secondaire Bechet, où elle obtient son diplôme d'études secondaires. En 2018, elle est diplômée de l'Université du Cap avec un baccalauréat en commerce spécialisé en comptabilité.

## Carrière
Mbatha auditionne pour une émission de télévision en juillet 2012. Elle commence également à jouer sur Isibaya et devient le personnage principal. Le casting, qui a lieu au Cap, attire plus de 600 candidats. Elle se classe dans le top 70 et plus tard dans le top 10. Elle fait partie des trois meilleurs finalistes. En 2014, l'émission dans laquelle Mbatha joue devient quotidienne sous le titre Tell Me Sweet Something, émission de télévision Umlilo. Cette même année, elle commence à animer une émission de télé-réalité intitulée "Holiday Swap", sur la South African Broadcasting Corporation.
En 2015, elle est sélectionnée pour représenter Neutrogena, elle est la première Sud-africaine dans ce rôle.
En 2021, elle apparaît dans le film Coming 2 America.
L'année précédente, Mbatha signe un contrat avec l'agence de gestion des talents Creative Artists Agency.

## Distinctions
En 2018, Mbatha est reconnue comme l'une des 100 femmes honorées OkayAfrika 2018, par OkayAfrica Digital Media.
En 2018, elle se consacre à visiter des camps de réfugiés kenyans, dans son rôle d'ambassadrice du HCR.
Elle reçoit une nomination pour l'Africa Movie Academy Award de la meilleure actrice pour avoir joué "Moratiwa" dans Tell Me Sweet Something (2015),.
En janvier 2019, elle est nommée ambassadrice de bonne volonté du HCR. En octobre 2019, elle est intronisée à la Golden Key International Honor Society en tant que membre honoraire.

## Vie privée
Depuis 2019, Mbatha réside à Los Angeles, en Californie.